# 와타시야 카오루
와타시야 카오루(일본어: 私屋 カヲル 와타시야 가오루[*], 여성, 1972년 1월 3일~ )는 일본의 만화가이다. 도쿄도 출신으로, 도쿄도립유키가야고등학교(東京都立雪谷高等学校)를 졸업했다. 기혼자로, 남편은 시즈오카현 출신이다.대표작으로는 『소년 삼백안』 시리즈나 『꼬마와 나』, 『아이들의 시간』 등이 있다.

## 경력
1991년, 『별책 소녀 코믹』(쇼가쿠칸)에 게재된 「당세 유령 기질」로 데뷔했다. 그 후 한동안 쇼가쿠칸의 소녀 만화지에서 개그 만화를 집필했다. 1998년, 활동 범위를 확대하기 위해 4컷 만화에 도전했고, 능력을 시험해보기 위해 다케쇼보에 투고했다. 응모작인 『태풍일가』가 같은 해 7월 월간상을 수상했고, 제 5회 다케쇼보 만화 신인상 후보가 되었다. 그 후, 2000년경부터 쇼가쿠칸을 떠나, 청년 만화지나 4컷 만화지로 활동 장소를 옮겼다. 2007년, 『아이들의 시간』이 자신의 작품 처음으로 애니메이션화되었다.

## 작품 리스트

### 연재 중
- 여왕님의 화가 (코믹 하이! 연재)
- 고양이와 밥과 장정가 (윙스 연재)

### 완결
- 소년 삼백안 시리즈 (플라워 코믹스 〈쇼가쿠칸〉간) 계 3권
소년 삼백안 (1992년, ISBN 4-09-134291-4)
속(續)・소년 삼백안 (1993년, ISBN 4-09-134292-2)
신(新)・소년 삼백안 (1993년, ISBN 4-09-134293-0)
- 개와 아가씨 (플라워 코믹스 간) 전 3권
  1.  (1993년, ISBN 4-09-135541-2)
  2.  (1994년, ISBN 4-09-135542-0)
  3.  (1994년, ISBN 4-09-135543-9)
- 고양이님이 왔다 (1994년, 플라워 코믹스 간, ISBN 4-09-136161-7)
- 새벽의 요왓키 (플라워 코믹스 간) 전 3권
  1.  (1995년, ISBN 4-09-136481-0)
  2.  (1995년, ISBN 4-09-136482-9)
  3.  (1996년, ISBN 4-09-136483-7)
- 코튼 200% (플라워 코믹스 간) 전 2권
  1.  (1996년, ISBN 4-09-136484-5)
  2.  (1997년, ISBN 4-09-136485-3)
- 오에도 소녀 닌자 (플라워 코믹스 간) 전 3권
  1.  (1997년, ISBN 4-09-136486-1)
  2.  (1998년, ISBN 4-09-136487-X)
  3.  (1998년, ISBN 4-09-136488-8)
- 핑크 주먹 (1999년, 플라워 코믹스 간, ISBN 4-09-134294-9)
- 파파는 댄디 (1999년, 플라워 코믹스 간, ISBN 4-09-134295-7)
- 카오루와 유이의 한 번 정도 해서 (1999년 - 2001년, 코믹 GOTTA 연재 GOTTA 코믹스 〈쇼가쿠칸〉간, ISBN 4-09-158831-X)
- 꼬마와 나 (망가 라이프 오리지날, 연재 밤부 코믹스 〈다케쇼보〉간) 전 10권
  1.  (2000년, ISBN 4-8124-5431-X)
  2.  (2002년, ISBN 4-8124-5683-5)
  3.  (2003년, ISBN 4-8124-5836-6)
  4.  (2004년, ISBN 4-8124-5993-1)
  5.  (2005년, ISBN 4-8124-6220-7)
  6.  (2006년, ISBN 4-8124-6428-5)
  7.  (2006년, ISBN 4-8124-6488-9)
  8.  (2006년, ISBN 4-8124-6533-8)
  9.  (2007년, ISBN 978-4-8124-6569-1)
  10.  (2007년, ISBN 978-4-8124-6597-4)

  - 애장판 (밤부 코믹스 BB 컬렉션 간) 기간 4권 (2013년 3월 현재)

  1.  (2012년, ISBN 978-4-8124-8073-1)
  2.  (2013년, ISBN 978-4-8124-8091-5)
  3.  (2013년, ISBN 978-4-8124-8112-7)
  4.  (2013년, ISBN 978-4-8124-8129-5)
- 청춘 따귀! (영 킹 별책 킹덤 연재, 영 킹 코믹스 〈쇼넨가호샤〉간) 전 6권
  1.  (2001년, ISBN 4-7859-2081-5)
  2.  (2002년, ISBN 4-7859-2164-1)
  3.  (2002년, ISBN 4-7859-2251-6)
  4.  (2003년, ISBN 4-7859-2322-9)
  5.  (2004년, ISBN 4-7859-2416-0)
  6.  (2004년, ISBN 4-7859-2471-3)

  - DX판 전 4권

  1.  (2007년, ISBN 978-4-7859-2850-6)
  2.  (2007년, ISBN 978-4-7859-2868-1)
  3.  (2007년, ISBN 978-4-7859-2879-7)
  4.  (2007년, ISBN 978-4-7859-2893-3)
- 사쿠라 피어버려 (2003년, 제트 코믹스 〈하쿠센샤〉간, ISBN 4-592-13499-0)
- 다메요메 일기 (망가 타운 연재, 액션 코믹스 〈후타바샤〉간) 계 2권
다메요메 일기 (2008년 1월 12일 초판 발매, ISBN 978-4-575-94148-7)
좀 더 다메요메 일기 (2010년 9월 11일 초판 발매, ISBN 978-4-575-94295-8)
- 안경짱 (증간 영 간간 연재 영 간간 코믹스 〈스퀘어・에닉스〉간, ISBN 978-4-7575-3471-1)
- 아이들의 시간 (코믹 하이! 연재, 액션 코믹스 간) 전 14권
  1. （2005년 12월 12일 초판 발매, 2006년 1월 12일 초판 발행, ISBN 4-575-83177-8）
  2. （2006년 7월 12일 초판 발매, ISBN 4-575-83261-8）
  3. （2007년 2월 10일 초판 발매, ISBN 4-575-83328-2）
  4. （2007년 9월 12일 초판 발매, ISBN 4-575-83383-5）
  5. （2008년 7월 11일 초판 발매, ISBN 978-4-575-83512-0）
  6. （2009년 1월 21일 초판 발매, ISBN 978-4-575-83571-7）
  7. （2009년 7월 10일 초판 발매, ISBN 978-4-575-83645-5）
  8. （2010년 5월 12일 초판 발매, ISBN 978-4-575-83766-7）
  9. （2011년 1월 21일 초판 발매, ISBN 978-4-575-83861-9）
  10. （2011년 6월 10일 초판 발매, ISBN 978-4-575-83914-2）
  11. （2012년 1월 12일 초판 발매, ISBN 978-4-575-84015-5）
  12. （2012년 9월 12일 초판 발매, ISBN 978-4-575-84126-8）
  13. （2013년 6월 12일 초판 발매, ISBN 978-4-575-84246-3）

방과후 (2013년 6월 12일 초판 발매, ISBN 978-4-575-84247-0)